# Maigret und der Spitzel
Maigret und der Spitzel (französisch: Maigret et l’indicateur) ist ein Kriminalroman des belgischen Schriftstellers Georges Simenon. Er ist der 74. Roman einer Reihe von insgesamt 75 Romanen und 28 Erzählungen um den Kriminalkommissar Maigret. Der Roman entstand vom 5. bis 11. Juni 1971 in Epalinges und erschien im Oktober des Jahres beim Pariser Verlag Presses de la Cité. Die erste deutsche Übersetzung von Hansjürgen Wille und Barbara Klau publizierte 1975 Kiepenheuer & Witsch im Sammelband mit Maigret und der Einsame sowie Maigret und Monsieur Charles. 1990 veröffentlichte der Diogenes Verlag eine Neuübersetzung von Inge Giese.
Als ein prominenter Restaurantbesitzer erschossen wird, übernimmt Kommissar Maigret die Ermittlungen. Bald stellt sich heraus, dass der Tote nicht nur eine kriminelle Vergangenheit hatte, sondern noch immer Kontakte zum Verbrechermilieu pflegte. Während die ebenso junge wie schöne Witwe des Toten dem Kommissar die kalte Schulter zeigt, ist es der Anruf eines Spitzels, der Maigret auf eine erste Spur führt.

## Inhalt

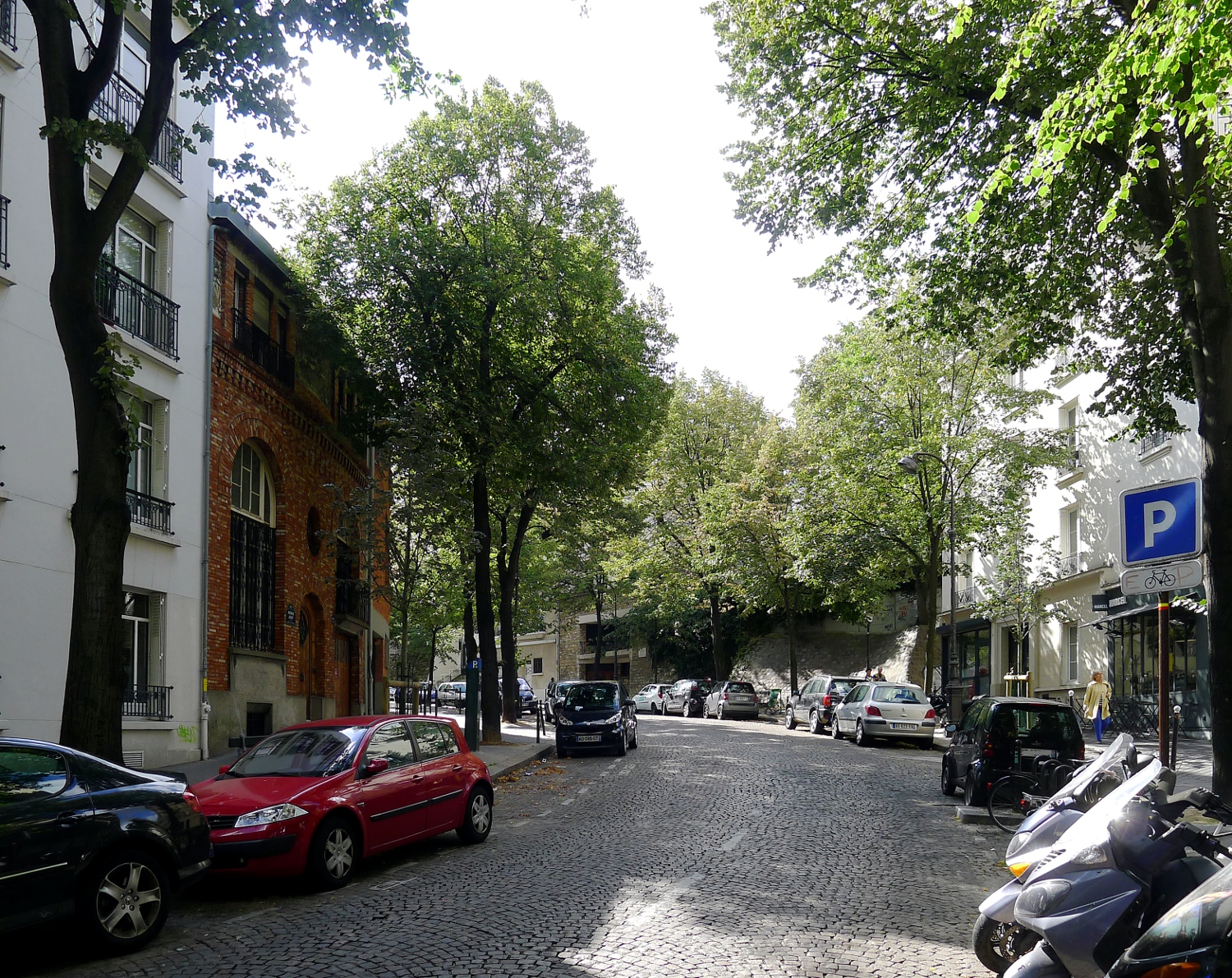
Avenue Junot im 18. Arrondissement

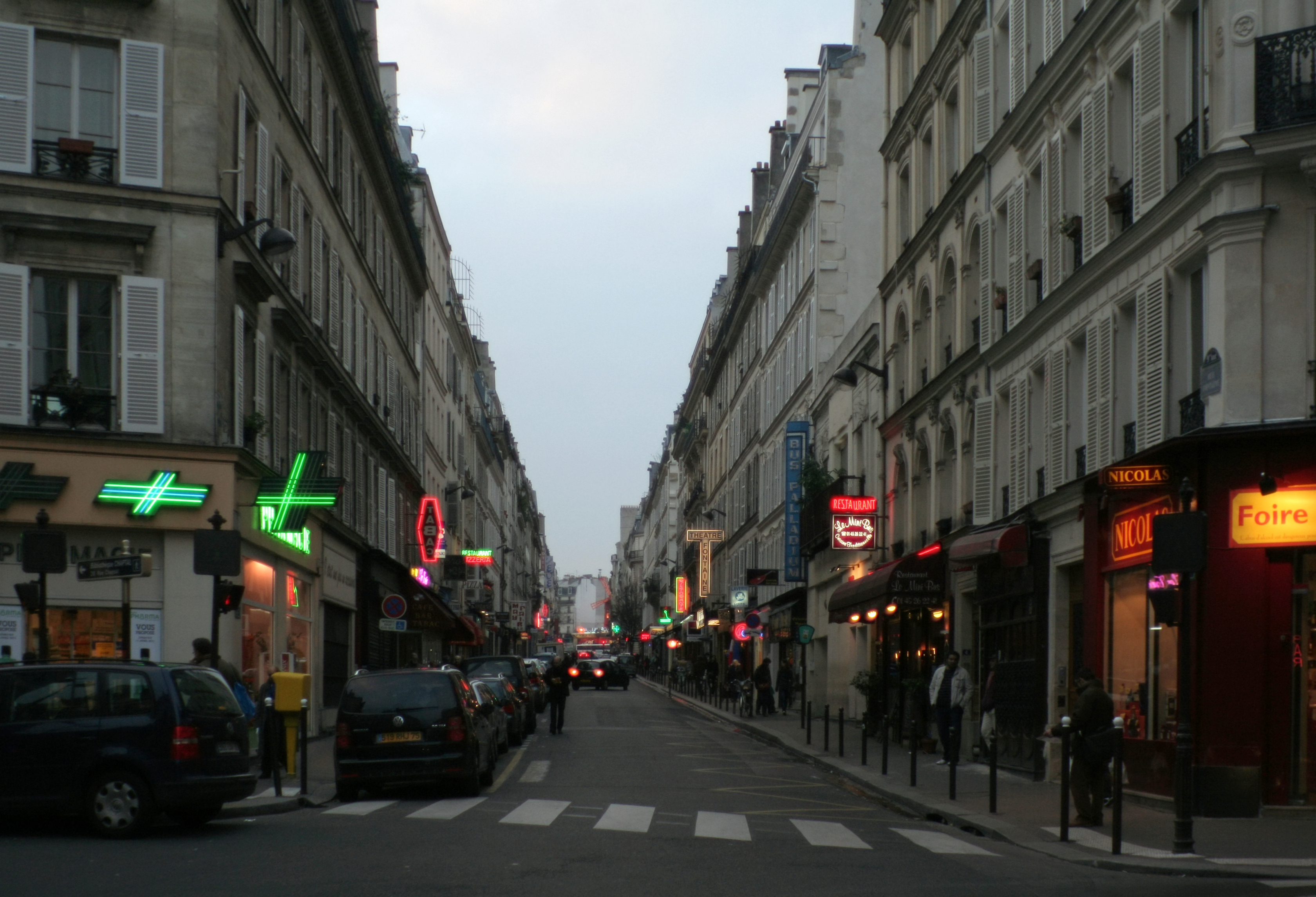
Die Rue Fontaine (heute Rue Pierre-Fontaine) im 9. Arrondissement

Es ist ein warmer Mai in Paris. Nach einem geselligen Abend bei seinem Freund Dr. Pardon wird Kommissar Maigret mitten in der Nacht auf den Montmartre gerufen, wo in der Avenue Junot die Leiche eines Mannes aufgefunden wurde. Es handelt sich um Maurice Marcia, einen ehemaligen Bordellbesitzer, der in die gehobene Gesellschaft aufgestiegen war und das weithin bekannte Restaurant Sardine in der Rue Fontaine führte, ohne allerdings die Bande zur Pariser Unterwelt jemals vollständig gekappt zu haben. Bald ist klar, dass der Fundort der Leiche nicht der Tatort war, sondern Monsieur Maurice zuerst erschossen und anschließend in der abgeschiedenen Seitenstraße abgelegt wurde.
Maigret lernt Marcias Witwe Line kennen, eine ehemalige Nachtclubtänzerin, die kaum halb so alt wie ihr verstorbener Ehemann ist und sich dem Kommissar gegenüber kalt und herablassend gibt. Dann beschuldigt ein langjähriger anonymer Informant des pflichteifrigen Inspektors Louis aus dem 9. Arrondissement die Brüder Manuel und Jo Mori, zwei Ganoven der jungen Generation, die im Verdacht stehen, für eine Raubserie auf leerstehende Schlösser und Anwesen im Umkreis von Paris verantwortlich zu sein. Es stellt sich heraus, dass Manuel Mori Lines Geliebter ist. Bereits bei Maurices Beerdigung in Bandol geben sich beide keine Mühe mehr, ihre Liaison zu verbergen, und die Moris übernehmen bald auch das Kommando im Sardine. Doch die ausgebufften Verbrecher streiten jede Beteiligung am Mord ab. Stattdessen lassen sie ihre Helfershelfer Jagd auf den verräterischen Informanten machen, den Maigret als Justin Crotton enttarnt, einen umtriebigen Kleinkriminellen, der wegen seiner Körpergröße von knapp 150 Zentimetern allgemein nur als „Floh“ bekannt ist.
Nachdem Maigret den untergetauchten „Floh“ auf dem Montmartre aufgespürt hat, verhaftet er die Moris samt Lise und lädt sie am Quai des Orfèvres vor. Die Zukunft im Gefängnis vor Augen beschuldigt sich das Liebespaar schon bald hasserfüllt gegenseitig. Auch über die Raubserie kommt die Wahrheit ans Tageslicht: Maurice Marcia war der eigentliche Kopf hinter den Einbrüchen, die von den Brüdern Mori verübt wurden. Doch Manuel Mori und Lise hatten beschlossen, den alten Maurice aus dem Weg zu räumen. Durch einen fingierten Tipp des „Flohs“ lockten sie ihn in Manuels Apartment am Square La Bruyère. Als er dort eifersüchtig seinen Nebenbuhler bedrohte, wurde er mit Manuels Pistole erschossen. Anschließend rief dieser seinen Bruder an, um die Leiche beiseitezuschaffen. Ob Manuel oder Lise die tödlichen Schüsse abgaben, lässt sich auch vor dem Schwurgericht nicht klären. Am Ende werden beide zu zwanzig Jahren Haft verurteilt, Jo Mori wegen Beihilfe am Mord zu fünf Jahren. Der Spitzel Justin Crotton hingegen versorgt auch in Zukunft Inspektor Louis mit Informationen aus Verbrecherkreisen.

## Interpretation
Der Diogenes Verlag beschreibt Maigret und der Spitzel: „Ein harter Maigret-Roman und trotzdem von der typischen Café-Stimmung und der warmen Sonne der Côte d’Azur durchdrungen.“ Murielle Wenger findet im Roman viele typische Elemente der Maigret-Reihe wieder: einen Fall auf dem Montmartre, regenglänzende Straßen, den Blick auf die Seine aus dem Büro des Kommissars, Besuche im forensischen Labor sowie gute Mahlzeiten, die der Kommissar in der Brasserie Dauphine oder bei seiner zärtlich verbundenen Gattin einnimmt. Für Josef Quack enthält der Roman, „der nicht umsonst im Verbrechensmilieu spielt, […] alle Elemente eines kühlen Polizeiromans ohne die Last längerer Reflexionen“, die gemeinhin mit der Spätphase der Maigret-Reihe verbunden werden. Ungewöhnlich ist auch, dass sich der Kommissar am Ende einen Revolver einsteckt, als er zur Verhaftung der Täter schreitet.
Die Titelfigur von Maigret und der Spitzel charakterisiert Stanley G. Eskin: „ein gutmütiger Kerl am Rande der Unterwelt mit dem lustigen Spitznamen ‚La Puce‘ (der Floh)“. Pierre Maury sieht im Spitzel wie in seinem Verbindungsmann, dem Inspektor Louis, die zentralen Figuren, die Kommissar Maigret trotz all seines Spürsinns erst auf die richtige Fährte führen müssen. Für Oliver Hahn ist der Inspektor, der nach dem Verlust seiner Frau alle Energie in die Arbeit steckt und sein Viertel, die Pigalle, kennt wie seine Westentasche, „eine äußerst sympathische Figur“. Ganz im Gegensatz dazu stehen die Gebrüder Mori, deren Härte und Arroganz den Kommissar gegen sie aufbringt, während er kleinen Ganoven mit Ehrgefühl wie etwa in Maigret und der faule Dieb gewöhnlich mit Respekt und Verständnis begegnet. Tilman Spreckelsen sieht vor allem das Paar der Ehebrecher „in seiner ganzen Erbärmlichkeit“ vorgeführt und mit dem Eheglück der Maigrets kontrastiert: „Selten hatte man so wenig Mitleid mit den Schuldigen wie in diesem Roman.“ Während der Leser Täter und Mordmotiv relativ schnell erahnt, liegt für Pierre Maury das überraschendere Rätsel in der Rolle des „Flohs“, der eine durch und durch widersprüchliche Figur sei. Am Ende bleibt zwar die Frage nach dem Todesschützen offen, doch im Maigretschen Sinne sind beide Ko-Täter gleichermaßen schuldig. Der Kommissar jedenfalls ist nach dem abschließenden Verhör erschöpft und will sich endlich wieder anderen Dingen zuwenden.

## Entstehung
In einem Interview mit Israel Shenker aus dem Jahr 1971, dem Entstehungsjahr von Maigret und der Spitzel, verglich sich Georges Simenon mit einem Schwamm: Wenn er nicht schreibe, sauge er das Leben in sich auf, auf Druck gebe er es, verwandelt in Tinte, wieder von sich. Die Vorstufe eines jeden Romans bestand in knappen Notizen, die der Schriftsteller auf einem braunen Umschlag festhielt. Dort waren etwa die Brüder Mori lediglich durch ihre Namen, Alter und Wohnorte charakterisiert. Zu einer Toilettenfrau namens „Yvonne“ fand sich nur das Stichwort: „Brüste“. Für den Schreibprozess, der vollständig intuitiv ablief, versuchte sich Simenon von allen äußeren Einflüssen abzuschotten und versetzte sich in die Hauptfigur seines Romans, aus deren Sicht er die gesamte Handlung wiedergab. Simenon schrieb äußerst rasch. Mittels Adlersuchsystem brachte er es auf 92 Wörter pro Minute und war damit schneller als seine Sekretärin. Besonders auffällig sind in Maigret und der Spitzel die gegen Ende stark abnehmenden Kapitelumfänge. Das Phänomen findet sich in den meisten von Simenons Romanen, was Murielle Wenger auf die Formel brachte: je spannender die Handlung, desto mehr verdichtet sich der Stil und verkürzen sich die Kapitel.

## Rezeption
Publishers Weekly kommentierte 1973: „Es mag Verrat sein, es auszusprechen, aber es schleicht sich eine gewisse Gleichförmigkeit in Simenons Maigret-Geschichten“. Dabei handle es sich nicht um die „netten, gemütlichen Spuren“ des familiären Lebens des Kommissars oder seiner eingenommenen Mahlzeiten, die Maigret-Fans erwarteten und genössen. Unübersehbar sei allerdings eine Wiederholung der Handlungsentwürfe. So habe Simenon den Kunstgriff eines anonymen Informanten, der den Fall ins Rollen bringt, in seinem Werk wieder und wieder eingesetzt. Das amerikanische Magazin Best Sellers urteilte hingegen: „Wie üblich ist die Handlung faszinierend, die Dialoge scharf, der Schreibstil knapp.“ Kirkus Reviews beschrieb die wenigen Handlungselemente des Romans als „tatsächlich peu de chose“ (reichlich wenig), einen „Mikrotupfer“, den Maigret wie erwartet meistere und dabei seinem Namen alle Ehre erweise.
Die Romanvorlage wurde 1979 im Rahmen der französischen TV-Serie Les Enquêtes du Commissaire Maigret verfilmt. Regie führte Yves Allégret. Die Titelrolle spielte Jean Richard.

## Ausgaben
- Georges Simenon: Maigret et le tueur. Presses de la Cité, Paris 1971 (Erstausgabe).
- Georges Simenon: Maigret und der Spitzel. Maigret und der Einsame. Maigret und Monsieur Charles. Übersetzung: Hansjürgen Wille, Barbara Klau. Kiepenheuer & Witsch, Köln 1975, ISBN 3-462-01039-5.
- Georges Simenon: Maigret und der Spitzel. Übersetzung: Inge Giese. Diogenes, Zürich 1990, ISBN 3-257-21803-6.
- Georges Simenon: Maigret und der Spitzel. Sämtliche Maigret-Romane in 75 Bänden, Band 74. Übersetzung: Inge Giese. Diogenes, Zürich 2009, ISBN 978-3-257-23874-7.